# Harkușînți, Mirhorod
Harkușînți (în ucraineană Гаркушинці) este localitatea de reședință a comunei Harkușînți din raionul Mirhorod, regiunea Poltava, Ucraina. În secolul al XIX-lea, satul făcea parte din volostul Petrivți, uezdul Mirhorod.

## Demografie
Componența lingvistică a localității Harkușînți
     Ucraineană (96,86%)
     Rusă (3%)
     Alte limbi (0,07%)
Conform recensământului din 2001, majoritatea populației localității Harkușînți era vorbitoare de ucraineană (96,86%), existând în minoritate și vorbitori de rusă (3%).